# ドラゴンピンク
『ドラゴンピンク』（DRAGON PINK）は、ITOYOKO（伊藤洋行）による日本の成人向け漫画、およびそれを原作とする作品群である。

## リリース
成人向け漫画雑誌『COMICペンギンクラブ』に連載されていた本作は、全4巻の単行本が存在しているほか、ノルマ・コミックス (Norma Comics) によるスペイン語版もある。
他媒体化もされており、1992年7月24日にはPC-9801VM用ゲームソフト『ドラゴンピンク ヒーローキャッスル』が発売されたほか、1994年には第1巻の内容をアニメ化した成人向けOVAが日本でピンクパイナップルから発売された。北米では2002年11月12日にSoftCel PicturesからOVAが発売され、のちの2006年7月25日にも新装版がクリティカル・マス・ビデオから発売された。

## 内容
本作は勇者達が国王に桃色ドラゴンの持つ「桃色宝球」を探すことを依頼され冒険に旅立つが、それに連れ立った奴隷のピンクが様々な場面で陵辱を受けるといった内容になっている。1巻ではピンクが呪いにかかる経緯が語られるほか、彼女が勇者サンタ、斧を得物とする戦士のボボ、エルフの魔法少女・ピアスとともに冒険を繰り広げる様子が描かれている。2巻においてボボとピアスは引退して家庭を持ち、彼らの代わりに僧侶のメイズと、血を浴びると狂暴化する姫君のデルタが仲間に加わる。4巻ではピンク一行がアンとマルチという姉弟に出会う物語が描かれている。
連載初期はコンピュータRPGの世界観をパロディした内容が多かった一方、物語が進むにつれて陰鬱さが増してくる。キャラクターの名前の多くは言葉遊びが多く、たとえば主人公であるピンクの名前は女性器を連想させるほか、ボボは体毛を剃っていないことにちなんで名付けられた。
第1巻において、作者はメインキャラクターの名前を付けることに苦労したと明かしており、主人公の名前は担当編集者のアドバイスをもとにしたと明かしている。

## 既刊一覧
- 『ドラゴンピンク 1』 辰巳出版〈TATSUMI COMICS〉 1990年4月5日発売 ISBN
- 『ドラゴンピンク 2』 辰巳出版〈TATSUMI COMICS〉 1991年4月1日発売 ISBN
- 『ドラゴンピンク THE LAST FIGHT』 辰巳出版〈TATSUMI COMICS〉 1993年9月5日発売 ISBN 9784886410979
- 『ドラゴンピンク THE SECRET POWER』 富士美出版〈FUJIMI COMICS〉 1994年6月30日発売 ISBN 9784894210790

## OVA版
OVAとしては下記の4作がリリースされている。AICによって制作された。
- 『ドラゴンピンク』 1994年8月5日発売 VHS：JSVA-52400 / LD：JSLA-52400
- 『ドラゴンピンクII』 1995年6月30日発売 VHS：JSVA-52598 / LD：JSLA-52598
- 『ドラゴンピンクIII』 1995年7月21日発売 VHS：JSVA-52599 / LD：JSLA-52599
- 『ドラゴンピンク -全集-』 1999年9月10日発売 DVDシリーズ：KSXA-53669

### OVA版に対する評価
SoftCel Pictures版に関して、批評家のクリス・ビヴァレッジはMania.comに寄せた記事の中でB-とし、本作の物語がほかの成人向け漫画にはない特色を出していると評価した。さらに同レビュアーは良質なエロシーンやユーモラスなファンタジー・アドベンチャーが読んでいて楽しかったと言及している。
Homemade Mechのライター・エリック（Eric）は10点満点中8点をつけ、エロシーンが魅力的だったとしている。一方で、エリックはメインストーリーが短すぎる点や、アニメーションの使い方について指摘したほか、ピンクをぞんざいに扱うサンタが不快だったとも述べている。また、クリティカル・マス・ビデオ版についてもクリスはMania.com上でB-の評価を付けているが、英語での吹き替えが初めて行われるなどのリメイクにより本作はより多くの支持を得られるかもしれないと指摘している。

### 書籍
- 前田尋之「美少女ゲーム完全カタログ」『ぼくたちの美少女ゲーム クロニクル』（第二刷）オークス、2016年8月8日、122 - 127頁。ISBN 978-4-7990-0809-6。

### 雑誌記事
- 「季刊ピ〜イング創刊号 開発秘話『ソフトハウスきらめきの日々』ストライカー」『美少女ゲーム最前線 パート5』辰巳出版、1991年11月1日、94 - 95頁。
- 「美少女コミックカタログ 辰巳出版」『美少女漫画大百科』辰巳出版、1991年8月20日、14 - 15頁。